# Ballée

Ballée este o comună în departamentul Mayenne, Franța. În 2009 avea o populație de 729 de locuitori.